# Тарасов, Иван Михайлович (лётчик)
Ива́н Миха́йлович Тара́сов (23 августа 1922, Митроки, Вятская губерния — 8 марта 2004, Одесса) — участник Великой Отечественной войны, лётчик гражданской авиации, один из первых заслуженных пилотов СССР.

## Биография
Тарасов Иван Михайлович родился 23 августа 1922 года в селе Митроки Вятской губернии (ныне — в Богородском районе Кировской области). В 1941 году направлен в авиатехническую школу, в 1942 году — в Магнитогорск в учебную эскадрилью пилотов ГВФ. Служил авиационным механиком и только в 1943 году стал летать в качестве пилота.
Во время Великой Отечественной войны летал на самолете ПО-2 в 44-м отдельном Уманском ордена Богдана Хмельницкого авиационном полку Гражданского Воздушного флота, действовавшем на Втором Украинском фронте. Доставлял пакеты, медикаменты, оружие и боеприпасы, офицеров связи, вывозил раненых.
После окончания войны Тарасов стал летать в Одесском подразделении гражданской авиации. На По-2 выполнял авиационно-химические работы, перевозил почту, грузы. В дальнейшем овладел управлением самолётами Ли-2, Ил-12, Ил-14. В 1962 году стал пилотом Ту-104.
Безаварийная летная работа Тарасова отмечена орденом «Знак Почёта».

## Награды и звания
- Орден Красной Звезды (23.05.1945)[1]
- Орден «Знак Почёта»
- Орден Отечественной войны ІІ степени — № 4563932 от 11 марта 1985
- Орден Богдана Хмельницкого — № 40664 от 14 октября 1999
- Медаль «За победу над Германией в Великой Отечественной войне 1941—1945 гг.»
- Медаль «За взятие Вены» — А № 094252 от 17 августа 1946
- Медаль «За взятие Будапешта» — А № 338859 от 5 июля 1948
- Медаль «Двадцать лет Победы в Великой Отечественной войне 1941—1945 гг.» — А № 7053299
- Медаль «В ознаменование 100-летия со дня рождения Владимира Ильича Ленина»
- Медаль «Тридцать лет победы в Великой Отечественной войне 1941—1945 гг.»
- Медаль «40 лет Победы в Великой Отечественной войне 1941—1945 гг.»
- Медаль «70 лет Вооружённых Сил СССР»
- Медаль «50 лет Победы в Великой Отечественной войне 1941—1945 гг.»
- Медаль Жукова
- Знак «За налёт» 500 000 километров — № 2151 от 14 ноября 1953
- Знак «За налёт» 1 000 000 километров — № 2112 от 31 марта 1954
- Знак «50 років визволення України» от 4 июля 1995 г.
- Заслуженный пилот СССР — Указ Президиума Верховного Совета СССР от 16.08.1966